# Adreppus brevirostris
Adreppus brevirostris är en insektsart som först beskrevs av Sjöstedt 1920.  Adreppus brevirostris ingår i släktet Adreppus och familjen gräshoppor. Inga underarter finns listade i Catalogue of Life.